# بارگته‌هایده
شهر بارگته‌هایده در ایالت اشلسویگ-هل‌اشتاین در کشور آلمان واقع شده است.